# Can't Control Myself
"Can't Control Myself" é uma canção gravada pela cantora sul-coreana Taeyeon, para seu terceiro álbum de estúdio INVU (2022). Foi lançada em 17 de janeiro de 2022 pela SM Entertainment como um single de pré-lançamento do álbum. A canção possui letras de Taeyeon com Moon Seol-ri e composição de Celine Svanbäck, Mich Hansen, Lauritz Emil Christiansen, Jacob Ubizz e Ryan Jhun, estes dois últimos, também produziram os arranjos da faixa.
Comercialmente, "Can't Control Myself" posicionou-se dentro do top dez das tabelas musicais sul-coreanas, além de realizar entradas em outros territórios asiáticos.

## Antecedentes e lançamento
Em 11 de janeiro de 2022, a SM Entertainment anunciou que Taeyeon iria lançar um single digital intitulado "Can't Control Myself" antes do lançamento de seu terceiro álbum de estúdio em fevereiro de 2022. Em 15 de janeiro, um trecho do vídeo musical foi lançado. Dois dias depois, tanto o single quanto o seu vídeo musical foram lançados. Em 26 de janeiro, o nome do terceiro álbum de estúdio foi anunciado como sendo INVU, tendo sido lançado em 14 de fevereiro.

## Composição
"Can't Control Myself" foi escrita por Taeyeon ao lado de Moon Seol-ri, tendo sido composta por Lauritz Emil Christiansen, Jacob Ubizz, Ryan Jhun, Celine Svanback e Mich Hansen, e arranjada por Lauritz Emil Christiansen, Jacob Ubizz, Ryan Jhun. Foi composta na tonalidade de Mi maior com um andamento de 85 batidas por minuto.
Musicalmente, "Can't Control Myself" é descrita como uma balada de amor dos gêneros rock, garage rock e pop-punk, que "estimula emoções com um som intenso", possuindo letras sobre "o perigoso amor que perde o controle" e uma pessoa que "ainda anseia pelo coração da outra pessoa, apesar da intuição de que será ferida". A canção inicia-se com "camadas de riffs de guitarra ofegantes sobre as vocalizações 'emotivas' de Taeyeon", além de apresentar em seu refrão "riffs de guitarra pulsando profundamente e ricos sons de baixo".

## Promoção
Para promover "Can't Control Myself", seu vídeo musical correspondente foi exibido como um anúncio de 30 segundos em 87 cinemas Megabox na Coreia do Sul por cerca de um mês a partir de 18 de janeiro de 2022.

## Recepção
| Ano  | Prêmio                    | Categoria                                        | Resultado | Ref.   |
| ---- | ------------------------- | ------------------------------------------------ | --------- | ------ |
| 2023 | Circle Chart Music Awards | Artista do Ano – Música Digital Global (Janeiro) | Indicado  | [ 10 ] |

| Categoria               | Data                    | Ref.   |
| ----------------------- | ----------------------- | ------ |
| Weekly Popularity Award | 21 de fevereiro de 2022 | [ 11 ] |

## Vídeo musical
O vídeo musical de "Can't Control Myself" foi dirigido por Shin Hee-won e lançado junto com o single  pela SM Entertainment em 17 de janeiro. A produção com tema de teatro retrata Taeyeon e seu interesse amoroso interpretando o papel de amantes. Suas cenas iniciam-se com Taeyeon coberta de arranhões, parada na frente a um espelho do banheiro limpando o sangue do seu rosto. No vídeo musical,  ela "luta para deixar de lado um relacionamento doloroso, enquanto retorna e idealiza memórias passadas como parte de uma peça de ficção. As linhas entre seu eu imaginado e o verdadeiro, começam a se confundir, e sua infelicidade começa a aparecer no palco com a cantora desmoronando em lágrimas e tendo colapsos emocionais na frente do público e das câmeras".

## Desempenho nas paradas musicais
"Can't Control Myself" estreou na posição de número nove pela tabela sul-coreana Gaon Digital Chart, na semana referente a 16 a 22 de janeiro de 2022. Em suas tabelas componentes, a canção estreou em seu pico de número dois pela Gaon Download Chart e posicionou-se em número dezenove pela Gaon Streaming Chart, na mesma semana de referência. A seguir, "Can't Control Myself" subiu para seu pico de número oito pela Gaon Digital Chart e de número doze pela Gaon Streaming Chart, ambas na semana correspondente a 6 a 12 de fevereiro de 2022. Pela Billboard K-pop Hot 100, a canção estreou na posição 59 na edição de 29 de janeiro de 2022, subindo para nove na semana seguinte.
Internacionalmente, "Can't Control Myself" estreou na posição dezoito pela RIAS Top Regional Chart na edição de 14 a 20 de janeiro de 2022 em Singapura, subindo para a posição dezessete na semana seguinte. No Vietnã, a canção estreou em seu pico de número 27 pela Billboard  Vietnam Hot 100, na semana referente a 27 de janeiro de 2022. "Can't Control Myself" também estreou em seu pico de número treze pela Billboard World Digital Song Sales dos Estados Unidos, na semana de 29 de janeiro de 2022.
| Parada musical (2022)                          | Melhor posição |
| ---------------------------------------------- | -------------- |
| Coreia do Sul (Gaon Digital Chart)             | 8              |
| Coreia do Sul (Billboard K-pop Hot 100)        | 9              |
| Estados Unidos (Billboard World Digital Songs) | 13             |
| Singapura (RIAS)                               | 17             |
| Vietname (Vietnam Hot 100)                     | 27             |

| Parada musical (2022)                | Posição |
| ------------------------------------ | ------- |
| Coreia do Sul (Circle Digital Chart) | 100     |

## Créditos e pessoal
A elaboração de "Can't Control Myself" atribui os seguintes créditos adaptados do encarte de INVU.
Produção
- SM LVYIN Studio – gravação, edição digital, engenharia de mixagem
- SM Blue Ocean Studio – mixagem

Pessoal
- SM Entertainment – produção executiva
- Lee Soo-man – produção
- Yoo Young-jin – música e direção de som
- Taeyeon – vocais, vocais de apoio, letras
- Moon Seol-ri – letras
- Celine Svanback – composição
- Lauritz Emil Christiansen – composição, arranjo
- Mich Hansen – composição
- Jacob Ubizz – composição, arranjo
- Ryan Jhun – composição, arranjo
- Lee Ji-hong – gravação
- minGtion – direção vocal
- Lee Ji-hom – edição digital, engenharia de mixagem
- Kim Cheol-soon – mixagem

## Histórico de lançamento
| Região        | Data                  | Formato                    | Gravadora  | Ref.   |
| ------------- | --------------------- | -------------------------- | ---------- | ------ |
| Coreia do Sul | 17 de janeiro de 2022 | Download digital streaming | SM Dreamus | [ 4 ]  |
| Mundo         | 17 de janeiro de 2022 | Download digital streaming | SM         | [ 27 ] |